# RMX WORKS from ayu-mi-x 5 non-stop mega mix
ayumi hamasaki RMX WORKS from ayu-mi-x 5 non-stop mega mix – czternasty remiksowy album Ayumi Hamasaki. Album został wydany 25 września 2003. Znalazł się na #18 miejscu w rankingu Oricon. Sprzedano 44 050 kopii.

## Lista utworów
| #  | Tytuł                                                                       | Remix         | Czas |
| -- | --------------------------------------------------------------------------- | ------------- | ---- |
| 1  | "Free & Easy" "Huge Heavenly Mix"                                           | Huge          | 5:12 |
| 2  | "Real me" "RAM RIDER REMIX"                                                 | RAM RIDER     | 3:28 |
| 3  | "everywhere nowhere" "NEWDEAL REMIX"                                        | NEWDEAL       | 3:26 |
| 4  | "WE WISH" "Dub's Club Remix"                                                | Dub Master X  | 3:29 |
| 5  | "July 1st" "Dub's FunFUn Remix"                                             | Dub Master X  | 6:17 |
| 6  | "Close to you" "NEWDEAL REMIX"                                              | NEWDEAL       | 4:05 |
| 7  | "Voyage" "Dub's Old Style Basic Remix"                                      | Dub Master X  | 5:15 |
| 8  | "HANABI" "ARIWA Dub Mix"                                                    | MAD PROFESSOR | 4:02 |
| 9  | "HANABI" "Ten no Iwato aita yo REMIX" (jap. HANABI "天の岩戸開いたよREMIX") | UBARTMAR.COM  | 7:18 |
| 10 | "Over" "Dub's Overload Remix"                                               | Dub Master X  | 4:41 |
| 11 | "everlasting dream" "Rainbow Dew Drop Mix"                                  | CMJK          | 2:27 |
| 12 | "Heartplace" "dj Remo-con Remix"                                            | DJ REMOCON    | 4:20 |
| 13 | "Dolls" "Dub's Wax Figure Remix"                                            | Dub Master X  | 3:54 |
| 14 | "independent" "Daylight Mix"                                                | SINGO         | 3:35 |
| 15 | "Voyage" "83Key's Eternal Remix"                                            | 83Key         | 5:56 |